# Пимелодови
Пимелодовите (Pimelodidae) са семейство актиноптери от разред Сомоподобни (Siluriformes).
Таксонът е описан за пръв път от Шарл Люсиен Бонапарт през 1838 година.

## Подсемейства
- Aguarunichthys
- Bagropsis
- Bergiaria
- Brachyplathystoma
- Calophysus
- Cheirocerus
- Duopalatinus
- Exallodontus
- Hemisorubim
- Hypophthalmus
- Iheringichthys
- Leiarius
- Luciopimelodus
- Megalonema
- Parapimelodus
- Perrunichthys
- Phractocephalus
- Pimelabditus
- Pimelodina
- Pimelodus
- Pinirampus
- Platynematichthys
- Platysilurus
- Platystomatichthys
- Propimelodus
- Pseudoplatystoma
- Sorubim
- Sorubimichthys
- Steindachneridion
- Zungaro
- Zungaropsis